# Liste der höchsten Bauwerke in Sierra Leone
Dies ist eine Liste der höchsten Bauwerke in Sierra Leone, d. h. aller hohen Bauwerke in Sierra Leone.

## Liste
| Rang | Name                                                   | Ortschaft | Höhe in m | Stockwerke (oberirdisch) | Fertigstellung | Kategorie   |
| ---- | ------------------------------------------------------ | --------- | --------- | ------------------------ | -------------- | ----------- |
| 1    | Sam-Bangura-Gebäude (8° 29′ 15,5″ N, 13° 14′ 0,6″ W)   | Freetown  | 57        | 16                       |                | Bürogebäude |
| 2    | Youyi-Gebäude (8° 28′ 34,1″ N, 13° 14′ 54,2″ W)        | Freetown  | 43        | 12                       |                | Bürogebäude |
| 2    | Christian-Smith-Gebäude (8° 29′ 17,6″ N, 13° 14′ 6″ W) | Freetown  | 43        | 12                       |                | Bürogebäude |

## Quelle
- Emporios (englisch).

- Karte mit allen Koordinaten:
- OSM |
- WikiMap